# Gustav Müller (Architekt, 1827)
Gustav Müller (* 1827; † 1904) war ein deutscher Architekt, der in Leipzig lebte und arbeitete.

## Leben und Wirken

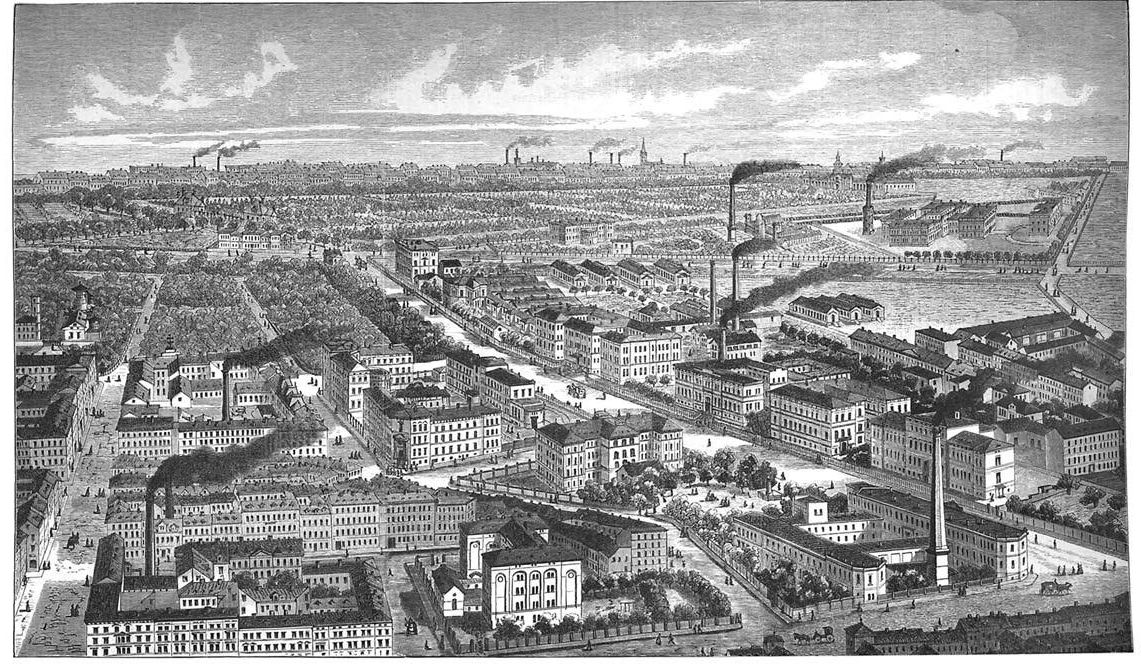
Medizinisches Viertel in Leipzig um 1885

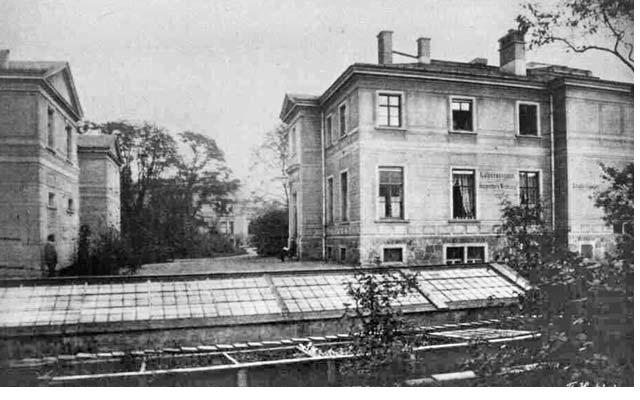
Czermaks Spectatorium

Müller, der zum königlich sächsischen Baurat ernannt worden war, trat in der Leipziger Architekturgeschichte mit einer Reihe von Hochschul- und Klinikbauten hervor. Seine Bautätigkeit erstreckte sich insbesondere auf das im Südosten der Stadt gelegene Universitätsviertel mit Instituten und Kliniken. Als Baurat leitete er den Bau des Physiologischen Spectatoriums. Zu dem Gebäudekomplex gehören ein großes Auditorium, Räumlichkeiten für wissenschaftliche Untersuchungen (Laboratorien), für die Aufbewahrung von Instrumenten und Apparaten oder zur Vorbereitung von Vorlesungen. Zudem eine Bibliothek und Wohnungen für den Assistenten und den Diener. Gedacht war das Spectatoriums mit seinem geräumigen Hörsaal für wissenschaftliche und populärwissenschaftliche Präsentationen des österreichischen Privatgelehrten und Physiologen Johann Nepomuk Czermak. Es wurde nach dem Vorbild der Royal School of Mines in London konzipiert und 1870 im Garten des Grundstücks von Czermak im Osten Leipzigs errichteten. Für den Bau des Anatomischen Instituts der Universität an der damaligen Waisenhausstraße, ließ er sich durch die Vorschläge des Anatomen Wilhelm His inspirieren, nach dessen Vorstellungen er seine Pläne ausarbeitete. Das Gebäude entstand in den Jahren  1872 bis 1873. 1872 trat Max Pommer in Büro des Architekten Müller ein. Es folgten die Pläne und Umsetzungen für mehrere wissenschaftliche Institute, so beispielsweise das Institut für Physik und Mineraloge, das bewusst inmitten der Gartenanlage, weit entfernt von den Straßen errichtet wurde, um es möglichst vor Erschütterungen durch Fahrzeuge zu schützen. Er plante in den Jahren 1875 bis 1879 die Gebäude für eine Veterinärklinik, ein Botanisches Institut mit den großen Gewächshäusern, nach Ideen des Botanikers August Schenk und Entwürfen von Müller, ab 1876 so zügig errichtet wurde, dass bereits im Herbst 1877 die Pflanzen in das neue Gewächshaus überführt und das Institut im Dezember 1877 bezogen werden konnte, sowie ein Landwirtschaftliches und ein Zoologisches Institut. In den  Jahren 1879 bis 1888 folgten Klinikbauten für die Augenheilanstalt, das Klinische Auditorium, die Universitäts-Irrenklinik, das Pharmakologische und Poliklinische Institute, sowie der Neubau des Collegium Juridicums.

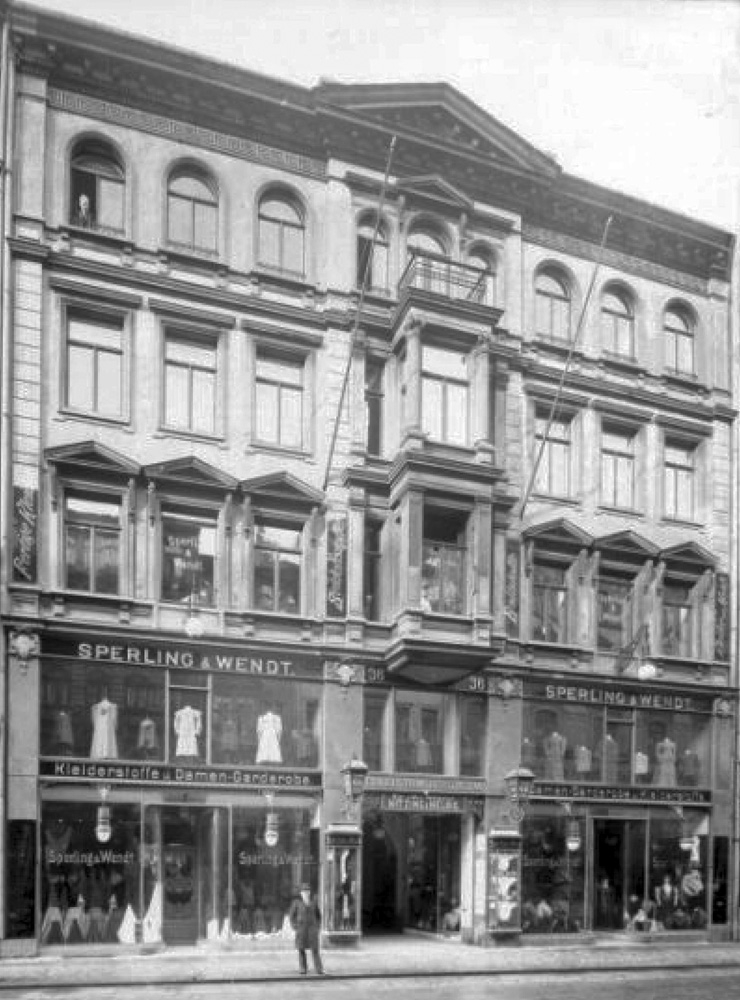
Collegium Juridicum, Bauteil Petersstraße

Müller führte zudem Privatbauten aus, so etwa 1860 bis 1862 für den Kaufmann A. Welter ein Haus Ecke Dörrien- und Salomonſtraße, 1863  in der Schillerſtraße 5 ein Wohnhaus für des Kaufmanns Carl Friedrich August Forbrichs Erben, 1873 die Villa Meyer für den Verlagsbuchhändler Herrmann Julius Meyer (1826–1909), in der Plagwitzer Straße 44 (heute Käthe-Kollwitz-Straße 82), oder 1896 Villa Silva in Karlsbad (Karlovy Vary), Petra Velikého 974/18, jetzt Generalkonsulat der Russischen Föderation.

## Bauwerke (Auswahl)
- 1870–1871: Institute für Physik und Mineralogie
- 1873: (Alte) Veterinärklinik an der Johannisallee
- 1875–1878: Botanisches Institut im Botanischen Garten an der Johannisallee
- 1878–1879: Zoologisches Institut an der Ecke Brüderstraße / Talstraße heute Institut für Angewandte Chemie
- 1879: Landwirtschaftliches Institut an der Ecke Brüderstraße / Stephanstraße, heute Institut für Biologie
- 1879–1880: Klinisches Auditorium, Hörsaal des Universitätsklinikums bzw. damals noch des Städtischen Krankenhauses St. Jakob an der Waisenhausstraße (nicht erhalten)
- 1880–1881: Augen-Heilanstalt an der Liebigstraße
- 1880–1882: Universitäts-Irrenklinik (spätere Psychiatrische und Nervenklinik) für Ordinarius Paul Flechsig an der Ecke Windmühlenstraße (heute Philipp-Rosenthal-Straße) / Johannisallee, neben dem Botanischen Institut
- 1881–1882: Neubau des Collegium Juridicum (Wohn- und Geschäftshaus mit Ladenpassage, in den Obergeschossen Räume für die Rechtswissenschaftliche Fakultät der Universität), zwischen Petersstraße und Schlossgasse
- 1887–1888: Pharmakologisches Institut und Poliklinische Institute (Polikliniken der Medizinischen und der Chirurgischen Klinik) an der Ecke Liebigstraße / Nürnberger Straße, auf dem Gelände der heutigen Kopfklinik gegenüber dem Anatomischen Institut

Anatomisches Institut
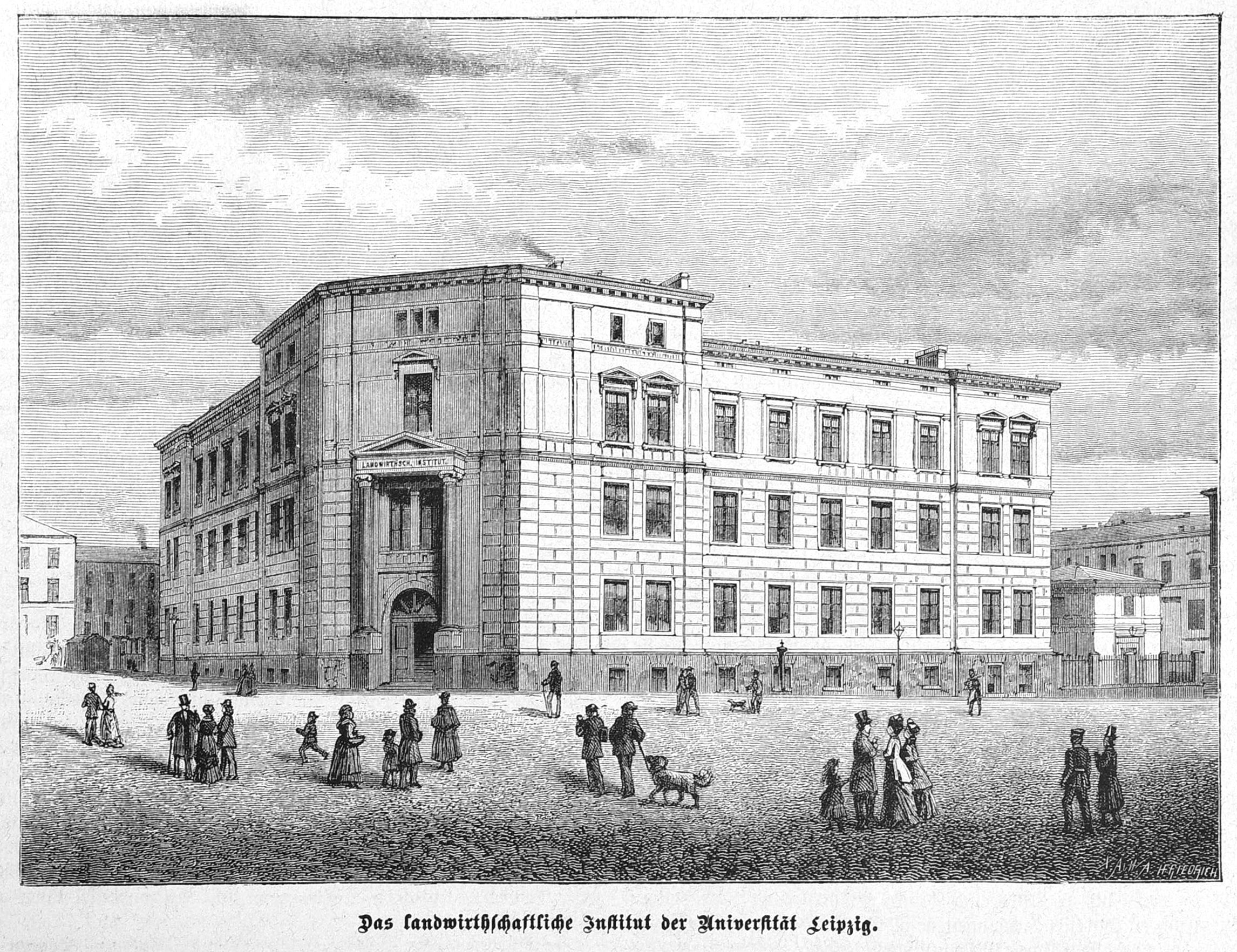
Landwirtschaftl. Institut 1880
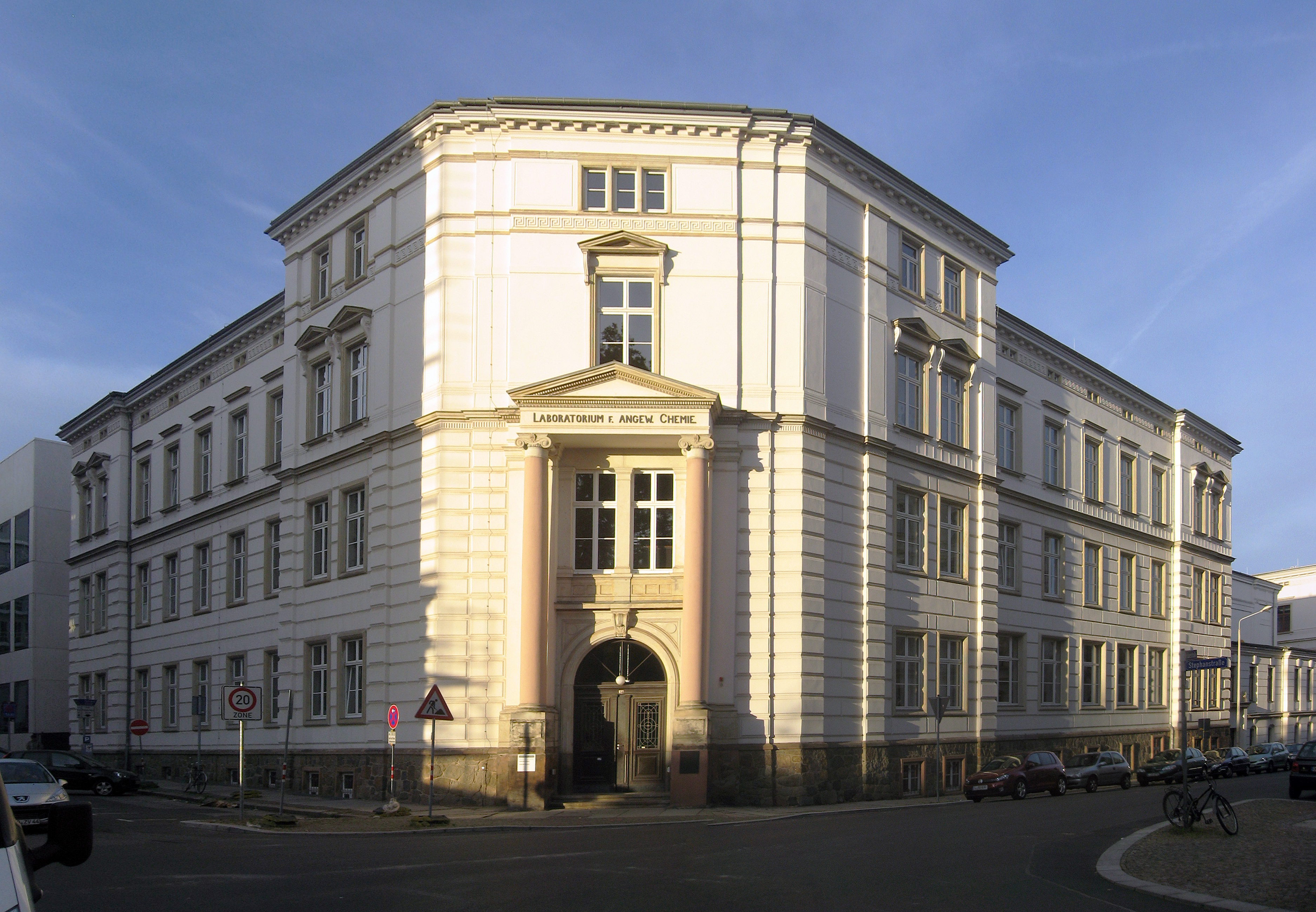
Ehem. Zoologisches Institut
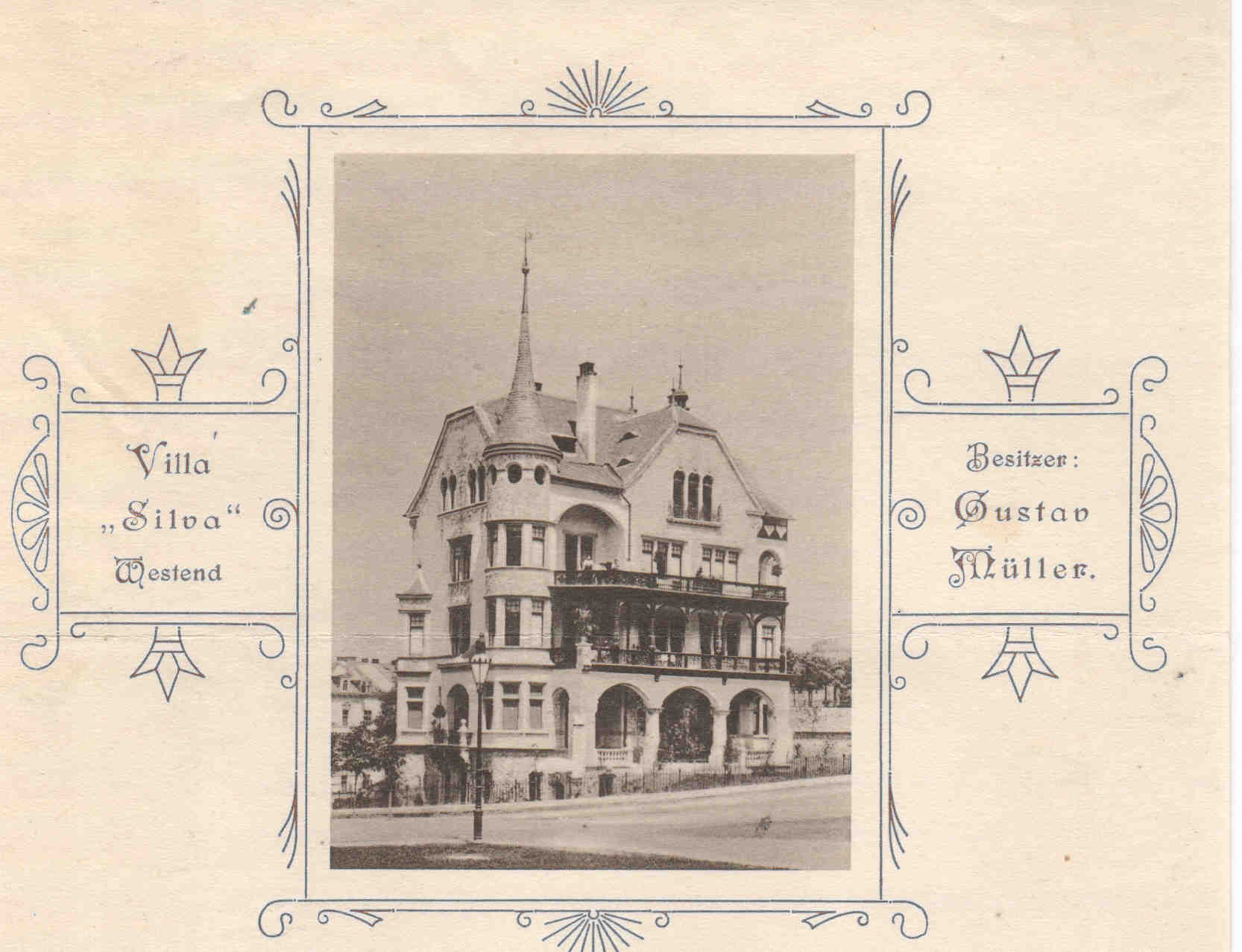
Villa Silva Karlsbad
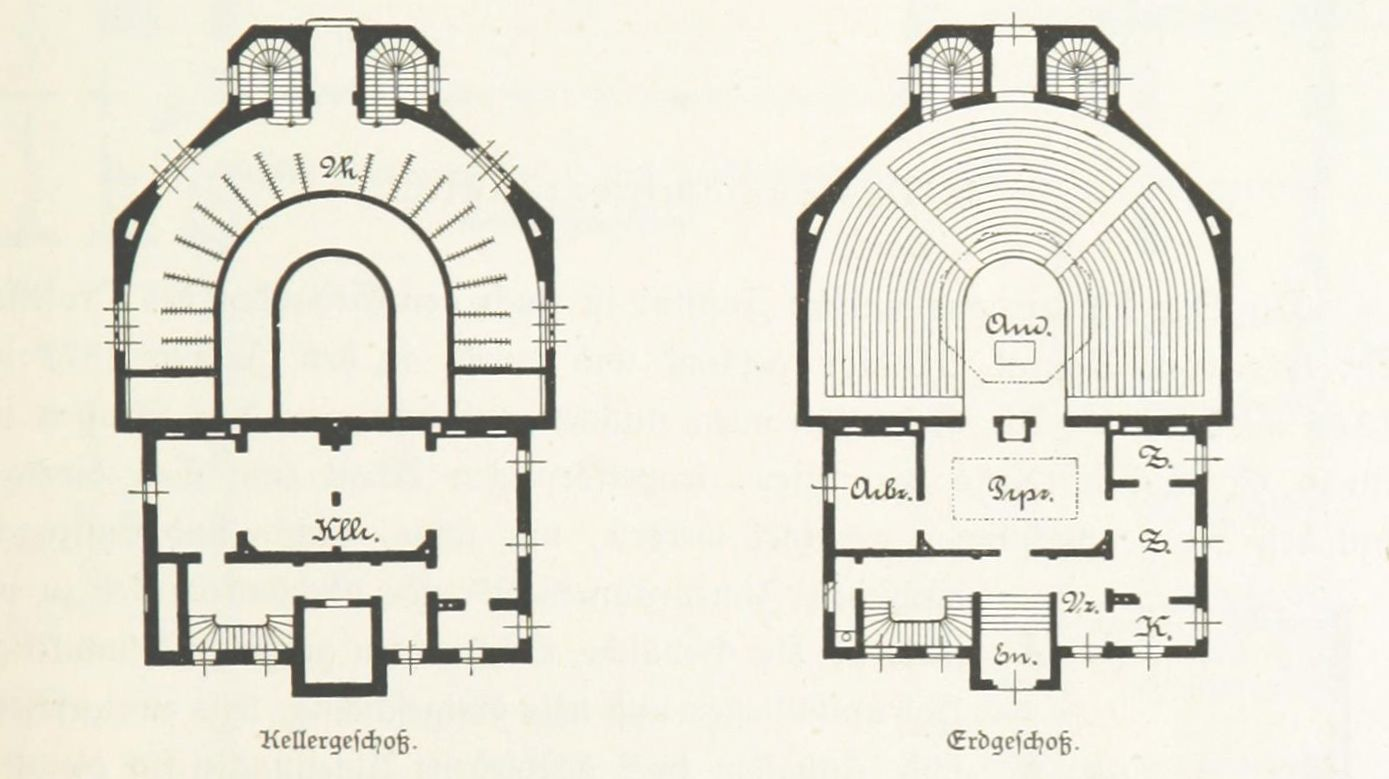
Grundrisse Czermaks Spectatorium